# Tauala athertonensis
Tauala athertonensis is een spinnensoort in de taxonomische indeling van de springspinnen (Salticidae).
Het dier behoort tot het geslacht Tauala. De wetenschappelijke naam van de soort werd voor het eerst geldig gepubliceerd in 1996 door Gardzinska.